# 武荖坑風景區

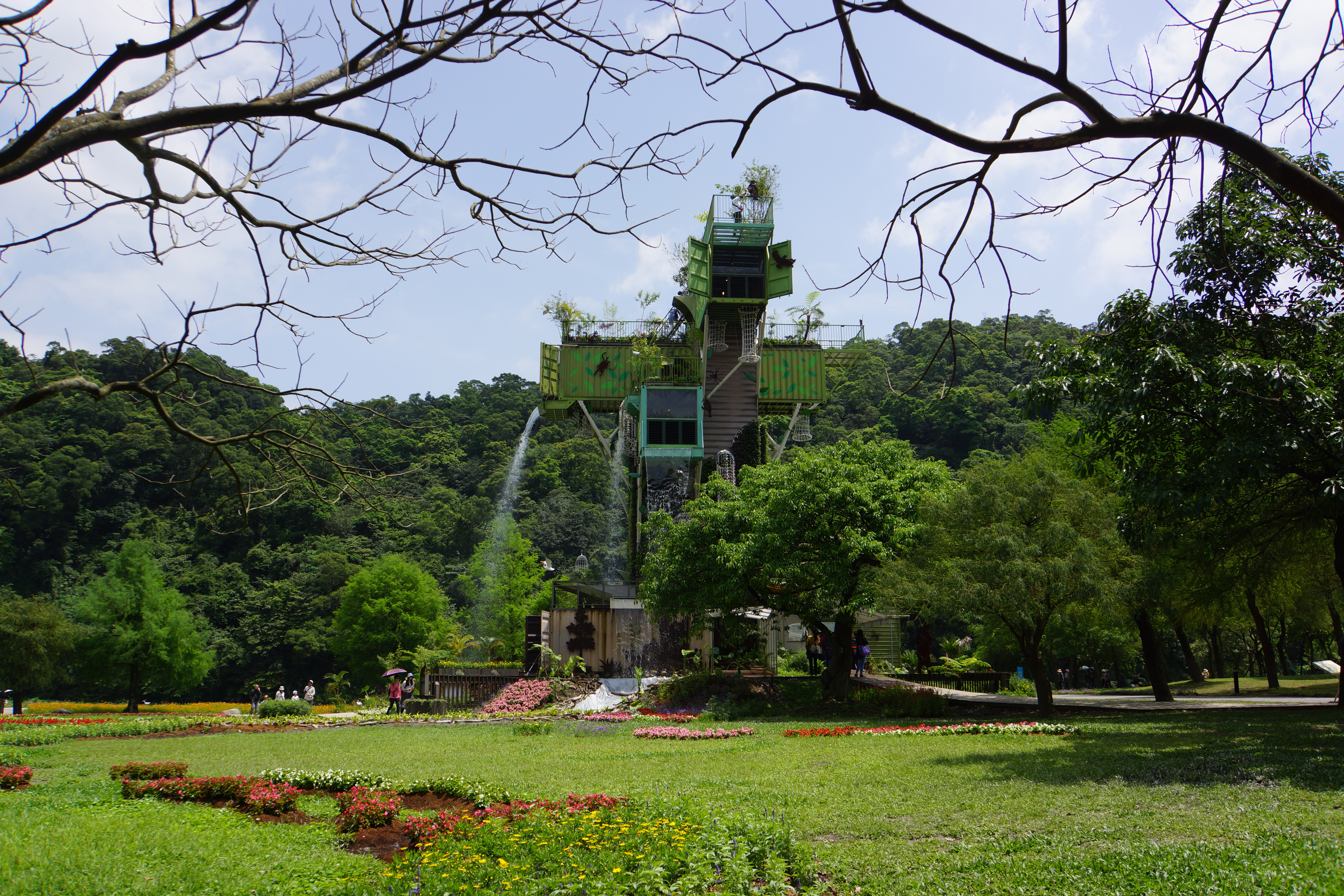

武荖坑風景區，是位在中華民國宜蘭縣冬山鄉、蘇澳鎮之間的風景區。由宜蘭縣長陳定南任內完成規劃，游錫堃上任後予以發包完成興建，於1996年8月8日落成，為戶外生活樂園，以露營、戲水、野外活動為主、可同時容納1,200多人舉辦大型活動。落成後曾辦理「1996世界露營總會第二屆亞太大露營」，其後成為宜蘭縣政府舉辦「綠色博覽會」的主要場地。

## 外部連結
- 武荖坑風景區-蘇澳觀光旅遊網 （页面存档备份，存于）
- 武荖坑風景區-交通部觀光局 （页面存档备份，存于）

1. ↑  蘭陽文教基金會. . 宜蘭縣政府. 1999: 71. （原始内容存档于2021-12-04）.